# Rennrodel-Weltcup 1978/79
Der 2. Rennrodel-Weltcup 1978/79 begann am 13. Januar 1979 auf der Bahn im schwedischen Hammarstrand und endete am 4. März 1979 in Winterberg. Weitere Saisonhöhepunkte waren die Rennrodel-Weltmeisterschaften, die am Königssee stattfanden sowie die Rennrodel-Europameisterschaften die in Oberhof in der DDR ausgetragen wurden.
Gesamtweltcupsieger wurde bei den Frauen Angelika Schafferer aus Österreich, bei den Männern Paul Hildgartner aus Italien sowie bei den Doppelsitzern erneut das italienische Duo Peter Gschnitzer/Karl Brunner.

## Weltcupergebnisse
| Disziplin                              | Sieger                          | Zweiter                       | Dritter                       |
| -------------------------------------- | ------------------------------- | ----------------------------- | ----------------------------- |
| Hammarstrand (13. bis 14. Januar 1979) |                                 |                               |                               |
| Damen – Einsitzer                      | Margit Schumann                 | Melitta Sollmann              | Gunilla Nilsson               |
| Herren – Einsitzer                     | Hans Rinn                       | Bernhard Glass                | Paul Hildgartner              |
| Herren – Doppelsitzer                  | Hans Rinn Norbert Hahn          | Bernd Hahn Ulrich Hahn        | Peter Gschnitzer Karl Brunner |
| Imst (20. bis 21. Januar 1979)         |                                 |                               |                               |
| Damen – Einsitzer                      | Marie-Luise Rainer              | Angelika Schafferer           | Annefried Göllner             |
| Herren – Einsitzer                     | Paul Hildgartner                | Karl Brunner                  | Georg Fluckinger              |
| Herren – Doppelsitzer                  | Georg Fluckinger Karl Schrott   | Peter Gschnitzer Karl Brunner | Johannes Schettel Jürgen Pilz |
| Igls (17. bis 18. Februar 1979)        |                                 |                               |                               |
| Damen – Einsitzer                      | Angelika Schafferer             | Monika Auer                   | Marie-Luise Göllner           |
| Herren – Einsitzer                     | Paul Hildgartner                | Karl Brunner                  | Ernst Haspinger               |
| Herren – Doppelsitzer                  | Hans Brandner Balthasar Schwarm | Peter Gschnitzer Karl Brunner | Johannes Schettel Jürgen Pilz |
| Winterberg (4. März 1979)              |                                 |                               |                               |
| Damen – Einsitzer                      | Angelika Schafferer             | Elke Djan                     | Christine Brunner             |
| Herren – Einsitzer                     | Ernst Haspinger                 | Peter Gschnitzer              | Gerhard Böhmer                |
| Herren – Doppelsitzer                  | Hans Brandner Balthasar Schwarm | Johannes Schettel Jürgen Pilz | Georg Fluckinger Karl Schrott |

## Weltcupstände

### Frauen
| Rang | Rodlerin            | Land       |
| ---- | ------------------- | ---------- |
| 1.   | Angelika Schafferer | Österreich |
| 2.   | Marie-Luise Rainer  | Italien    |
| 3.   | Christine Brunner   | Österreich |
| 4.   | Annefried Göllner   | Österreich |
| 5.   | Monika Auer         | Italien    |
| 5.   | Ingrid Aichner      | Italien    |

### Männer
| Rang | Rodler            | Land          |
| ---- | ----------------- | ------------- |
| 01.  | Paul Hildgartner  | Italien       |
| 02.  | Hansjörg Raffl    | Italien       |
| 03.  | Karl Brunner      | Italien       |
| 04.  | Wolfgang Schädler | Liechtenstein |
| 05.  | Peter Gschnitzer  | Italien       |
| 05.  | Ernst Haspinger   | Italien       |

### Doppelsitzer
| Rang | Duo                             | Land       |
| ---- | ------------------------------- | ---------- |
| 01.  | Peter Gschnitzer/Karl Brunner   | Italien    |
| 02.  | Georg Fluckinger/Karl Schrott   | Österreich |
| 03.  | Hans Brandner/Balthasar Schwarm | BRD        |
| 04.  | Johannes Schettel/Jürgen Pilz   | BRD        |
| 05.  | Hansjörg Raffl/Alfred Silginer  | Italien    |
| 06.  | Hans Rinn/Norbert Hahn          | DDR        |